# Elecciones legislativas de San Bartolomé de 2012
Elecciones al Consejo Territorial tuvieron lugar en la colectividad de ultramar francesa de San Bartolomé por primera vez el 18 de marzo de 2012.

## Resultados
| ¡San Bartolomé Primeroǃ/UMP (Saint-Barth d’abord! Bruno Magras)      | 2 626 | 73,78  | 16 |
| Todos por San Bartolomé (Tous pour Saint-Barth Benoît Chauvin)       | 567   | 15,93  | 2  |
| San Bartolomé en Movimiento (St Barth en Mouvement Maxime Desouches) | 366   | 10,28  | 1  |
| Total (participación de 71 49%)                                      | 3 559 | 100,00 | 19 |
| Fuente: MemoireStBarth.COM                                           |       |        |    |